# Eclipse
Eclipse je integrirano razvojno okolje (IDE), ki se uporablja v računalniškem programiranju. Vsebuje osnovni delovni prostor in razširljiv sistem vtičnikov za prilagajanje okolja. Eclipse je večinoma napisan v Javi. Njegova primarna uporaba je za aplikacije v Javi, lahko pa se uporablja tudi za razvijanje aplikacij v ostalih programskih jezikih z uporabo vtičnikov. Med njimi so Ada, ABAP, C, C++, C#, Clojure, COBOL, D, Erlang, Fortran, Groovy, Haskell, JavaScript, Julia, Lasso, Lua, NATURAL, Perl, PHP, Prolog, Python, R, Ruby (ki vsebuje tudi Ruby on Rails), Rust, Scala in Scheme. Uporablja se lahko za razvijanje dokumentov v jeziku LaTeX (z vtičnikom TeXlipse) in programom Mathematica. Razvojna okolja vključujejo Eclipse javanska razvojna orodja (JDT) za Javo in Scalo, Eclipse CDT za C/C++, Eclipse PDT za PHP in druga.